# Hollywood Rose
Hollywood Rose fue una banda de hard rock fundada en Los Ángeles en 1982 por el cantante Axl Rose, después de dejar L.A. Guns, y los guitarristas Izzy Stradlin, Paul Huge y Chris Weber. El resto de la alineación se completó con Steve Darrow y Johnny Kreis la banda solía tocar de manera subterránea en los distintos clubes y bares de la ciudad de Los Ángeles.
La banda es quizás más conocida por haber funcionando como cuna musical de los posteriores míticos artistas Axl Rose, Slash e Izzy Stradlin. Así como también siendo la agrupación precursora de la mítica banda Guns N' Roses formada en 1985.
La cual se formó luego de la separación de L.A Guns fusionándose con exmiembros de Hollywood Rose, en la nueva agrupación se unirían Slash que sustituyó a Tracii Guns entrando al mismo tiempo Steven Adler y anteriormente Duff McKagan, que junto a Axl Rose e Izzy Stradlin darían inicio a la banda que se convertiría en una de las más exitosas de la historia.

## Discografía
- The Roots of Guns N' Roses (2004)

## Miembros de la banda
- Chris Weber - guitarra
- Matt Beal - guitarra rítmica
- Donny Brook - bajo
- Kaptain - batería

### Formación original
- Axl Rose - voz 1983 - 1984, 1985
- Izzy Stradlin - guitarra rítmica 1983 - 1984, 1985
- Slash - guitarra solo 1984
- Johnny Kreis - batería 1983 - 1984
- Steven Adler - batería 1984
- Rob Gardner - batería 1985
- Chris Weber - guitarra 1983 - 1984, 1985, 1989 - 1990
- Rick Mars - bajo 1983
- Andre Troxx - bajo 1983

- Datos: Q1037763